# Les Tribulations d'une caissière
Pour plus de détails, voir Fiche technique et Distribution.
Les Tribulations d'une caissière est une comédie française produite et réalisée par Pierre Rambaldi, d'après le roman éponyme d'Anna Sam (2008, aux éditions Stock), sorti le 14 décembre 2011 en France et en Belgique.

## Synopsis
Solweig (Déborah François), jeune caissière toujours souriante dans un supermarché, fait face toute la journée à des clients parfois grossiers et désagréables, ainsi qu'à sa hiérarchie, notamment Mercier (Jean-Luc Couchard), petit chef mesquin, sadique et libidineux. 
Sous-payées, méprisées et parfois déprimées, heureusement, les filles - Leila (Alice Belaïdi), Marie (Elsa Zylberstein), Sandy (Firmine Richard) et toutes les autres - se soutiennent et font bloc.
Socialement déclassée, Solweig a besoin de ce travail. En effet, depuis que son père est tombé dans le coma, elle a dû interrompre ses études de professeur de lettres pour élever seule son petit frère Anatole.
Révoltée par ce qu'elle voit, par ce qu'elle entend et par ce qu'elle doit supporter toute la journée, pour s'échapper un peu de cet univers parfois sordide, elle tient secrètement un blog, où elle raconte chaque soir sa vie quotidienne de caissière, blog dans lequel ses consœurs se reconnaissent et qui commence à susciter un mouvement social dans tout le pays parmi ces 650 000 femmes pompeusement baptisées « hôtesses de caisse », mais en fait sous-prolétariat taillable et corvéable à merci.  
Afin de doper son tirage, une revue people voulant profiter de ce phénomène missionne une de ses journalistes pour se faire embaucher clandestinement comme caissière afin de découvrir qui est l'auteur de ce blog. Le hasard fait atterrir celle-ci précisément dans le supermarché où travaille Solweig. Trop confiante, celle-ci va bientôt être démasquée.
Un soir d'hiver, alors qu'il neige, Solweig croise dans la rue Charles (Nicolas Giraud), jeune homme de bonne famille avec Rolls et chauffeur, qui joue Le Cid au théâtre. Tous deux frappés d'un coup de foudre réciproque lors de cette brève rencontre vont-ils parvenir à se retrouver et à unir leur destin ?

## Fiche technique
- Titre : Les Tribulations d'une caissière
- Réalisation : Pierre Rambaldi
- Scénario : Michel Siksik d'après le roman homonyme d'Anna Sam
- Direction artistique : Raphaelle Baux
- Décors : Pierre Duboisberranger
- Costumes : Élisabeth Lehuger Rousseau
- Photographie : Thomas Hardmeier
- Son : Ingrid Ralet
- Montage : Cyril Besnard
- Musique : Emmanuel Rambaldi
- Productions : Pierre Rambaldi, Michel Siksik, Serge de Poucques (exécutif) et Sylvain Goldberg (exécutif)
- Sociétés de production : Nexus Factory, Big World, Studio 37 (coproduction) et France 2 Cinéma (coproduction)
- Sociétés de distribution : Studio 37/Rezo Films
- Budget : 6 402 326 euros[1]
- Pays d'origine :  France
- Langue : français
- Format : couleur – 2.35:1 (Cinemascope) – 35 mm
- Son : Dolby SRD
- Genre : comédie
- Durée : 102 minutes
- Dates de sortie : 
  - 14 décembre 2011 (Belgique)
  - 14 décembre 2011 (France)
- Date de sortie DVD : 17 avril 2012 (France)

## Distribution
- Déborah François : Solweig, caissière, diplômée de lettres
- Elsa Zylberstein : Marie, caissière collègue de Solweig, journaliste infiltrée
- Nicolas Giraud : Charles, acteur de théâtre
- Gilles Cohen : Fred, chauffeur et ami de Charles
- Firmine Richard : Sandy, caissière collègue de Solweig
- Alice Belaïdi : Leïla, caissière collègue de Solweig
- Jean-Luc Couchard : Mercier, supérieur hiérarchique des caissière, mesquin, sadique et libidineux
- Marc Lavoine : Monsieur Ferry, patron de presse
- Anne Loiret : Clémence, mère de Charles
- Zacharie Chasseriaud : Benoît, fils de Clémence, frère cadet de Charles
- Alban Ivanov : Thomas, photographe collègue de Marie
- Marcos Adamantiadis : le policier
- Anne-Pascale Clairembourg : Journaliste à la manifestation
- Michel Siksik : Monsieur Mimoun
- Jean-Baptiste Fonck : Anatole, frère cadet de Solweig
- Nicolas Louis : Maurice
- Alexandre de Seze : Augustin

## Production
Le film a été tourné en hiver 2010/2011 sur le site de l'hypermarché Carrefour de Mont-Saint-Jean à Waterloo (Belgique).
Le bus utilisé provenait des collections du Musée du transport urbain bruxellois. Il s'agissait d'un Van Hool A500 de la STIB, qui pour l'occasion, bien que resté en livrée STIB, était censé circuler sur le réseau de la ville de Lille. Il était conduit par Didier Van Herreweghe, par ailleurs membre du musée précité.